# Rupal Peak
Il   Rupal Peak   ( Urdu: روپل ) è una montagna dell'Himalaya occidentale del Pakistan sita nel distretto di Astore.  Si trova a soli 9 km dalla provincia pakistana di Azad Kashmir a sud-ovest e a 42 km dalla provincia indiana di Jammu e Kashmir.

## Descrizione geografica
La  montagna si presenta come  una piramide appuntita, ripida e la vetta si trova appena a sud del Nanga Parbat nella valle di Rupal,  talvolta viene scalata dagli alpinisti mentre si acclimatano ambientalmente per le scalate delle vette più elevate. Nonostante la sua bellezza unica, la ripida parete nord è di un'altezza impressionante, Rupal Peak è nel corso del giorno notevolmente oscurata dall'altezza  del Nanga Parbat, dal Mazeno Wall e dalla possente parete Rupal. A ovest si trovano Laila Peak e Shaigiri, e a nord scorre il ghiacciaio Rupal che in seguito forma il fiume Rupal. Dà il nome alla parete Rupal, la via più difficile per accedere al Nanga Parbat (8.126  m ) sul versante meridionale che fu scelta dall'alpinista Reinhold Messner durante la sua prima ascensione del 9 agosto del 1970.

## Prime ascensioni
Il Rupal Peak fu scalato per la prima volta nel 1964 dagli alpinisti tedeschi Toni Kinshofer e Gerhard Haller mentre fallirono il loro primo tentativo di scalata della parete Rupal. Difatti sotto la direzione di Herrligkoffer, nove tedeschi allestirono tre campi fino a 5.800 metri sopra il livello del mare nell'inverno ma a causa di problemi con l'ufficiale di collegamento pakistano, il permesso di arrampicata fu annullato. Senza dubbio, l'alpinista più famoso ad aver scalato il Rupal Peak è stato Doug Scott, alpinista inglese. Scalò il Rupal Peak mentre si trovava nella Rupal Valley nel 1986 insieme ad Alistair Reid, Michael Scott e David Marshall. Si avvicinarono alla cima dal versante occidentale, effettuando tre bivacchi lungo il percorso e le cime dirette poterono essere raggiunte tramite la parete nord o il canale NW.